# Соларино
Соларино (итал. Solarino) је насеље у Италији у округу Сиракуза, региону Сицилија.
Према процени из 2011. у насељу је живело 7220 становника. Насеље се налази на надморској висини од 171 м.

## Становништво
Према резултатима пописа становништва 2011. у општини је живело 7.853 становника.
| 1931. | 1936. | 1951. | 1961. | 1971. | 1981. | 1991. | 2001. | 2011. |
| ----- | ----- | ----- | ----- | ----- | ----- | ----- | ----- | ----- |
| 4.944 | 4.971 | 5.807 | 5.870 | 5.901 | 6.637 | 7.252 | 7.199 | 7.853 |

## Партнерски градови
- Њу Бритен